# Selected Ambient Works 85-92
Albums de Aphex Twin
Analog Bubblebath Vol 2 (EP)
(Décembre 1991) Digeridoo (EP)
(Mai 1992)
Selected Ambient Works 85-92, (souvent abrégé en SAW85-92 ou simplement SAW 1) est le premier album d'Aphex Twin (pseudonyme du musicien Richard D. James), sorti en 1992. Cet album est une compilation de morceaux qui auraient été composés par Richard James entre 1985 et 1992.
Il s'agit du deuxième disque édité par Richard James sous cet alias. Cet album est considéré comme l'un des piliers de la musique électronique.

## Contexte
Richard James a commencé à expérimenter avec des instruments de musique, comme le piano de sa famille, dès son plus jeune âge. Il a affirmé avoir gagné 50 livres dans un concours pour réaliser un programme qui produisait du son sur un Sinclair ZX81 (une machine sans matériel audio) à l'âge de 11 ans. Il a ensuite créé de la musique à l'aide d'un ZX Spectrum et d'un échantillonneur  et a également commencé à réassembler et à modifier ses propres synthétiseurs. Richard James a déclaré qu'il avait composé de la musique ambient l'année suivante. Dans une interview avec le magazine Q en 2014, James a déclaré que la piste ambient i est née de ces premiers enregistrements. Adolescent, Richard James a gagné en expérience après avoir été disc jockey au Shire Horse Inn de St Ives, avec Tom Middleton au Bowgie Inn de Crantock et le long des plages de Cornouailles, apprenant ainsi de nouvelles techniques musicales,. Il a étudié au Cornwall College de 1988 à 1990 pour obtenir un diplôme national en ingénierie. À propos de ses études, il a déclaré que « la musique et l'électronique allaient de pair ».
La première sortie de Richard James, sous l'alias d'Aphex Twin, est l'EP 12 pouces Analogue Bubblebath,  chez Mighty Force Records en 1991. Toujours en 1991, James et Grant Wilson-Claridge ont fondé Rephlex Records pour promouvoir « l'innovation dans la dynamique de l' acide - un genre de musique house très apprécié et incompris, oublié par certains et même nouveau pour d'autres, en particulier en Grande-Bretagne ». Bien qu'il ait déménagé à Londres pour suivre un cours d'électronique à Kingston Polytechnic, il a admis avoir abandonné ses études d'électronique pour faire carrière dans la musique techno,. Alors qu'il se produisait dans des clubs et avec un petit public underground, James a ensuite sorti SAW 85-92, qui a été principalement enregistré avant qu'il ne commence à être DJ et ne composait de chansons instrumentales principalement axées sur le beat.

## Composition et conception
Il s'agit de la première œuvre de Richard James à sortir via un label établi : R&S Records, à travers sa nouvelle division ambient, Apollo (en). Le fondateur de R&S, Renaat Vandepapeliere, avait entendu parler de Richard James à la suite de la sortie, en 1991, d'''Analogue Bubblebath. Au cours d'une rencontre en Belgique, James apporte à Vandepapeliere une boîte pleine de cassettes ; les deux hommes retiennent 13 titres, qui deviendront les morceaux de Selected Ambient Works 85-92.
Selected Ambient Works a été enregistré entre 1985 et 1992 à l'aide d'équipements faits maison construits à partir de synthétiseurs standard, ainsi que de boîtes à rythmes. La qualité sonore de l'enregistrement a été décrite comme médiocre en raison de son enregistrement sur une cassette endommagée par un chat. Une remastérisation analogique de l'album est sorti en 2006, suivi d'une remastérisation numérique en 2008.
Si l'on en croit le titre de l'album, les plus vieux morceaux qu'il contient dateraient de 1985, ce qui voudrait dire que James avait 14 ans quand il les a enregistrés. La date de composition de chacun des morceaux n'étant pas précisée, il est impossible de vérifier ce fait.

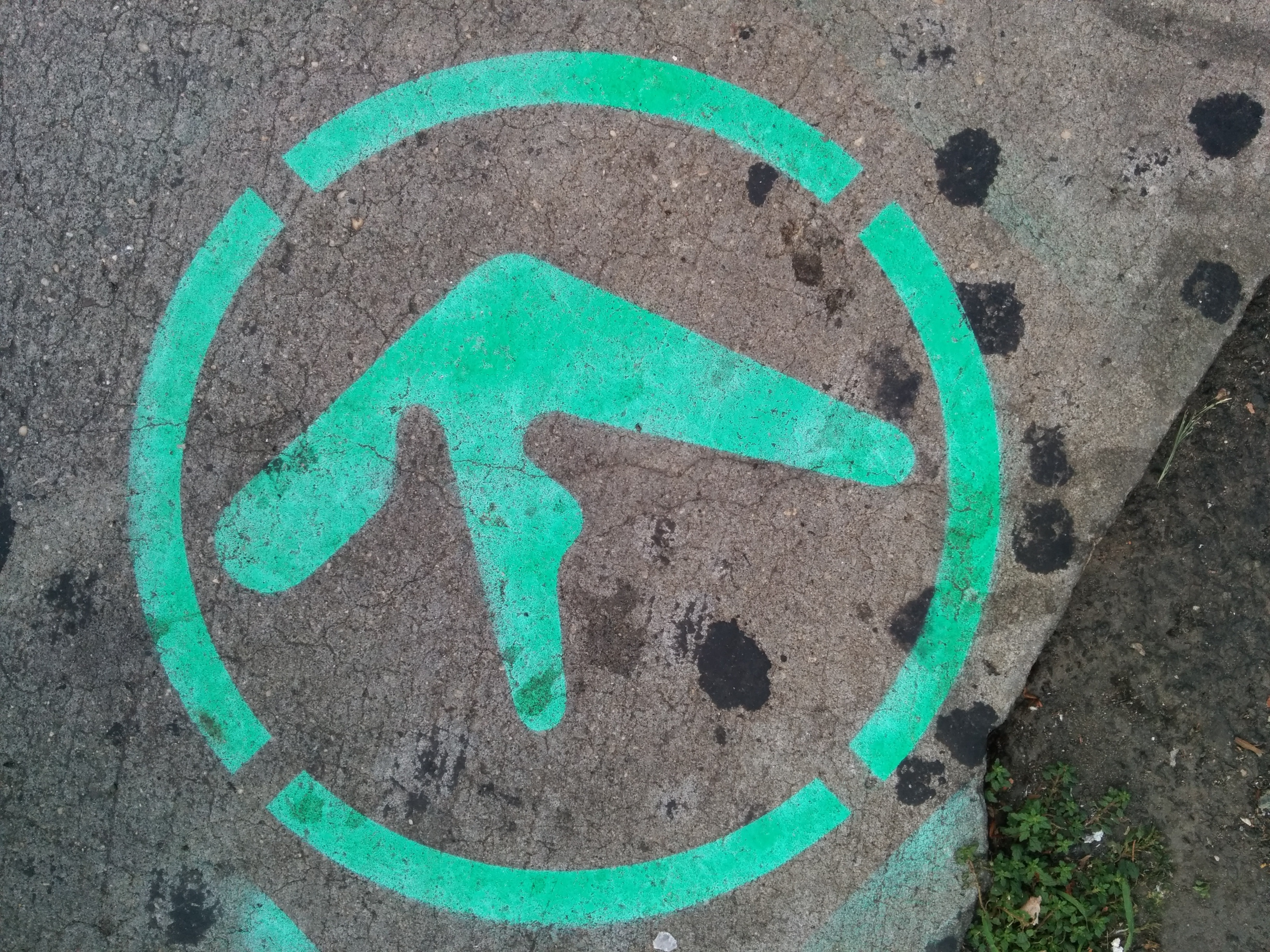
Logo en street-art d'Aphex Twin crée par Paul Nicholson. Photographie prise en 2014 dans le cadre de la promotion du nouvel album de Richard D. James :’ Syro ‘ à New York

La pochette de l'album affiche bien en évidence le logo d'Aphex Twin, conçu par Paul Nicholson . Nicholson a déclaré que l'intention du duo pour le logo était d'être une « forme amorphe et douce sans lignes nettes ».

## Accueil critique et héritage musical
L'album rencontre un succès critique. AllMusic le décrit comme « un tournant décisif pour la musique ambient ». En 2002, le magazine Rolling Stone indique à propos de l'album : « Aphex Twin s'étendait bien au-delà de la musique ambient de Brian Eno en fusionnant des paysages sonores luxuriants avec des rythmes océaniques et des lignes de basse ». Pitchfork le considère comme étant « parmi les musiques les plus intéressantes jamais créées avec un clavier et un ordinateur ». Stereogum estime que « même à travers un album qui aurait soi-disant été compilé à partir de morceaux enregistrées sur une période de sept ans, le son d'Aphex Twin est plus reconnaissable que jamais. C'est cette vision qui donne à ces 13 titres une impression d’intemporalité, même si, à bien des égards, ils font référence à des genres vintage qui ont depuis longtemps gagné puis décliné en popularité ». Cependant, les critiques notent que les morceaux ont été enregistrés sur cassette et que leur qualité sonore est relativement médiocre.
Largement considéré par les critiques comme l'une des œuvres pionnières de l'IDM et de la musique électronique moderne, les critiques rétrospectives mentionnent son influence sur les artistes électroniques. Il fait partie des 1001 albums qu'il faut avoir écoutés dans sa vie, ouvrage sorti en 2006 ; en 2012, il est encore considéré comme le meilleur album tous genres musicaux confondus par le webmagazine britannique Fact pour les années 1990,. En 2017, Pitchfork le classe à la 1re place de son classement des cinquante meilleurs albums d'IDM de tous les temps,. En 2003, l'album a été placé numéro 92 dans le sondage NME des « 100 meilleurs albums » . AllMusic l'a qualifié de « chef-d'œuvre de la techno ambient, la deuxième œuvre brillante du genre après Adventures Beyond the Ultraworld de The Orb ».

## Pistes

### Liste
| 1.    | Xtal                    | 4:51 |
| 2.    | Tha                     | 9:01 |
| 3.    | Pulsewidth              | 3:47 |
| 4.    | Ageispolis              | 5:21 |
| 5.    | i                       | 1:13 |
| 6.    | Green Calx              | 6:02 |
| 7.    | Heliosphan              | 4:51 |
| 8.    | We Are the Music Makers | 7:42 |
| 9.    | Schottkey 7th Path      | 5:07 |
| 10.   | Ptolemy                 | 7:12 |
| 11.   | Hedphelym               | 6:02 |
| 12.   | Delphium                | 5:36 |
| 13.   | Actium                  | 7:35 |
| 74:20 |                         |      |

### Samples
La plupart des chansons utilisent des samples :
- « Tha » présentent des extraits de conversations entre deux personnes (l'une d'entre elles étant peut-être James lui-même).
- « Actium » sample ce qui semble être des chaussures couinant dans un hall.
- « We Are the Music Makers » utilise une ligne de dialogue du film Charlie et la Chocolaterie (Willy Wonka & the Chocolate Factory) (Mel Stuart, 1971) : Gene Wilder disant « We are the music makers, and we are the dreamers of dreams » (« Nous sommes ceux qui faisons la musique et nous sommes ceux qui rêvons les rêves »). Ce sample est aussi utilisé par James sur « Schmart » (Joyrex J9ii) et sur « We Are the Music Makers (Hardcore Mix) » (Compilation) sous l'alias Caustic Window.
- « Green Calx » contient plusieurs samples  de RoboCop et un sample de « Fodderstompf » par Public Image Ltd.